# Шломо Ерель
Шломо Ерель (івр. שְׁלֹמֹה אֶרְאֵל; нар. 20 листопада 1920 — пом. 19 листопада 2018) — ізраїльський військовий діяч, алуф ЦАГАЛю, сьомий командувач ВМС Ізраїлю.

## Молодість і сім'я
Ерель народився в Польщі в 1920 році, а в 1926 році його батьки репатриювалися до підмандатної Палестини. Його родина переїхала до Петах-Тікви, але зрештою оселилася в Тель-Авіві. В молодості був учасником молодіжного руху «Бейтар». 

## Кар'єра
З початком Другої світової війни Ерель приєднався до британського торгового флоту. У січні 1941 року його корабель був потоплений торпедою німецького підводного човну. Ереля врятували, і після одужання він повернувся на флот. Після війни звільнений з флоту в чині капітана. З початком арабо-ізраїльської війни 1948 року Шломо Ерель приєднався до ВМС Ізраїлю і став капітаном ізраїльського військового судна «Пальмах». 
Після війни Ерель продовжував служити офіцером ЦАГАЛю. Він обіймав багато посад, у тому числі був військовим аташе ЦАГАЛю в посольстві Ізраїлю в Італії та командував ракетними кораблями ВМС Ізраїлю. У січні 1966 року Ерелл отримав звання алуфа і став командувачем ВМС Ізраїлю. У 1968 році він пішов у відставку зі своїх постів командувача ВМС Ізраїлю та пішов у відставку з Армії оборони Ізраїлю. 
Після виходу на пенсію Ерель здобув ступінь магістра управління в Колумбійському університеті. У 1970-х роках він став членом партії Лікуд і час від часу його залучали ізраїльські лідери як радника з військово-морських питань. 

## Смерть і спадок
Ерель помер 19 листопада 2018 року, у віці 98 років.